# WTA Elite Trophy 2023
|  | Aquest article tracta sobre el torneig de la WTA. Si cerqueu el torneig de l'ATP, vegeu «Huafa Properties Zhuhai Championships 2023». |

El WTA Elite Trophy Zhuhai 2023, és un esdeveniment de tennis femení que va reunir dotze tennistes individuals i sis parelles. La sisena edició del torneig es va disputar entre el 24 i el 29 d'octubre de 2023 sobre pista dura interior al Hengqin International Tennis Center de Zhuhai, Xina.
El torneig va tornar al circuit després de quatre anys consecutius cancel·lat, els primers anys a causa de la pandèmia de COVID-19 i darrer pel tracte rebut per Peng Shuai davant les seves declaracions contra Zhang Gaoli i el Partit Comunista Xinès.
La tennista brasilera Beatriz Haddad Maia va aconseguir el doblet després d'imposar-se en les finals individual i de dobles femenins junt a la russa Veronika Kudermétova. Aquest va ser el tercer títol individual de la temporada per Haddad Maia, mentre que per la parella va ser tot just el primer títol juntes.

## Format
En categoria individual es van escollir les onze millors tennistes segons els rànquing WTA que no es van classificar pel torneig WTA Finals 2023 i una tennista convidada per l'organització del torneig. Les dues tennistes suplents classificades pel WTA Finals 2018 podien participar igualment en aquest torneig fins i tot en el cas que haguessin jugat algun partit. Les dotze tennistes es van dividir en quatre grups de tres tennistes per disputar una fase inicial en format Round Robin. Les quatre tennista millors classificades d'aquesta fase es van classificar per semifinals, i les dues guanyadores es van enfrontar en la final.
En cas dels dobles, dues parelles formades per tennista que no van competir en WTA Finals 2018, ja sigui individuals o dobles, i dues parelles més formades per tennistes que no van competir en el WTA Finals 2018 però amb almenys una de les tennistes classificades per aquest torneig en categoria individual, i pel qual es va combinar el rànquing individual i de dobles per obtenir l'ordre final d'acceptació. Finalment es van convidar dues parelles més per part de l'organització. Es van dividir en dos grups de tres parelles, i les dues guanyadores d'aquesta fase es van classificar directament per la final.
La classificació en la fase Round Robin es va determinar pel nombre de victòries, nombre de partits disputats i enfrontaments directes. En cas de d'empat, es comprovava el percentatge de sets guanyats i llavors el percentatge de jocs guanyats.

## Individual

### Classificació
Les tennistes que es van classificar pel torneig són les següents:
| CS | Rq | Tennista              | Grand Slam | Grand Slam | Grand Slam | Grand Slam | WTA 1000 Mandatory | WTA 1000 Mandatory | WTA 1000 Mandatory | WTA 1000 Mandatory | WTA 1000 Mandatory | WTA 1000 | WTA 1000 | Altres millors resultats | Altres millors resultats | Altres millors resultats | Altres millors resultats | Altres millors resultats | Punts | T  |
| -- | -- | --------------------- | ---------- | ---------- | ---------- | ---------- | ------------------ | ------------------ | ------------------ | ------------------ | ------------------ | -------- | -------- | ------------------------ | ------------------------ | ------------------------ | ------------------------ | ------------------------ | ----- | -- |
| CS | Rq | Tennista              | AUS        | RG         | WIM        | USO        | INW                | MIA                | MAD                | ROM                | PEQ                | 1        | 2        | 1                        | 2                        | 3                        | 4                        | 5                        | Punts | T  |
| −  | 9  | Maria Sakkari         | R32 130    | R128 10    | R128 10    | R128 10    | SF 390             | R64 10             | SF 390             | A 0                | QF 215             | G 900    | R16 105  | F 305                    | SF 185                   | SF 185                   | SF 185                   | SF 110                   | 3.245 | 23 |
| 1  | 10 | Barbora Krejčíková    | R16 240    | R128 10    | R64 70     | R128 10    | R16 120            | R16 120            | R16 120            | R32 65             | A 0                | G 900    | A 0      | G 470                    | F 305                    | F 180                    |                          |                          | 2.775 | 19 |
| 2  | 11 | Madison Keys          | R32 130    | R64 70     | QF 430     | SF 780     | R64 10             | R32 65             | A 0                | R16 120            | A 0                | QF 190   | R32 60   | G 470                    | G 390                    | QF 100                   | QF 100                   |                          | 2.737 | 15 |
| −  | 12 | Petra Kvitová         | R64 70     | R128 10    | R16 240    | R64 70     | QF 215             | G 1000             | R64 10             | A 0                | R32 65             | R16 105  | R16 105  | G 470                    | QF 100                   |                          |                          |                          | 2.660 | 16 |
| 3  | 13 | Jeļena Ostapenko      | QF 430     | R64 70     | R64 70     | QF 430     | R32 65             | R16 120            | R32 65             | SF 390             | QF 215             | R16 105  | R16 105  | G 280                    | QF 100                   |                          |                          |                          | 2.615 | 22 |
| −  | 14 | Belinda Bencic        | R16 240    | R128 10    | R16 240    | R16 240    | R64 10             | R32 65             | A 0                | A 0                | A 0                | QF 190   | A 0      | G 470                    | G 470                    | F 305                    | R16 105                  | QF 100                   | 2.570 | 16 |
| 4  | 15 | Liudmila Samsonova    | R64 70     | R64 70     | R128 10    | R32 130    | R64 10             | R32 65             | R16 120            | R32 65             | F 650              | F 585    | R16 105  | F 305                    | SF 185                   |                          |                          |                          | 2.545 | 22 |
| 5  | 16 | Veronika Kudermétova  | R64 70     | R128 10    | R64 70     | R128 10    | R32 65             | R64 10             | SF 390             | SF 390             | R16 120            | R16 105  | A 0      | G 470                    | SF 185                   | SF 185                   | F 180                    | QF 100                   | 2.460 | 24 |
| 6  | 17 | Dària Kassàtkina      | R128 10    | R16 240    | R32 130    | R16 240    | R32 65             | R64 10             | R16 120            | R16 120            | A 0                | QF 190   | R16 105  | F 305                    | F 305                    | SF 185                   | SF 185                   | QF 100                   | 2.410 | 24 |
| 7  | 18 | Zheng Qinwen          | R64 70     | R64 70     | R128 10    | QF 430     | A 0                | R16 120            | R32 65             | QF 215             | A 0                | R16 105  | R32 60   | G 470                    | G 280                    | SF 185                   |                          |                          | 2.275 | 21 |
| 8  | 19 | Beatriz Haddad Maia   | R128 10    | SF 780     | R16 240    | R64 70     | R32 65             | R32 65             | R64 10             | QF 215             | A 0                | R32 60   | A 0      | SF 185                   | QF 100                   | QF 100                   | QF 100                   | QF 100                   | 2.210 | 22 |
| 9  | 20 | Caroline Garcia       | R16 240    | R64 70     | R32 130    | R128 10    | R16 120            | R64 10             | R32 65             | R32 65             | QF 215             | SF 350   | A 0      | F 180                    | F 180                    | QF 100                   | QF 100                   | QF 100                   | 2.035 | 26 |
| −  | 21 | Ekaterina Alexandrova | R32 120    | R32 120    | R16 240    | R32 120    | R64 10             | QF 215             | R16 120            | A 0                | A 0                | R16 105  | A 0      | G 280                    | SF 185                   | F 180                    | QF 100                   | QF 100                   | 2.035 | 24 |
| −  | 22 | Viktória Azàrenka     | SF 780     | R128 10    | R16 240    | R64 70     | R64 10             | R32 65             | R64 10             | R32 65             | A 0                | QF 190   | R16 105  | QF 100                   |                          |                          |                          |                          | 1.905 | 21 |
| 10 | 23 | Donna Vekić           | QF 430     | R64 70     | R32 130    | R128 10    | R64 10             | R32 65             | R64 10             | R16 120            | A 0                | R16 105  | A 0      | F 305                    | G 280                    |                          |                          |                          | 1.815 | 20 |
| 11 | 24 | Magda Linette         | SF 780     | R128 10    | R32 130    | R64 70     | R64 10             | R16 120            | R32 65             | R32 65             | R16 120            | R64 1    | A 0      | F 180                    |                          |                          |                          |                          | 1.811 | 23 |
| −  | 25 | Elina Svitòlina       | A 0        | QF 430     | SF 780     | R32 130    | A 0                | A 0                | R128 10            | R128 10            | A 0                | R64 1    | A 0      | G 280                    | QF 100                   |                          |                          |                          | 1.743 | 10 |
| S1 | 26 | Sorana Cîrstea        | R128 10    | R128 10    | R32 130    | QF 430     | QF 215             | SF 390             | R64 35             | R64 35             | A 0                | R32 60   | R32 60   |                          |                          |                          |                          |                          | 1.630 | 22 |
| S2 | 27 | Anastassia Potàpova   | R64 70     | R32 130    | R32 130    | R128 10    | R32 65             | QF 215             | R32 65             | R32 65             | A 0                | R32 60   | A 0      | G 280                    | SF 185                   | SF 110                   | QF 100                   |                          | 1.588 | 21 |
| WC | 36 | Zhu Lin               | R16 240    | R128 10    | R128 10    | R32 130    | R128 10            | R64 10             | R128 10            | A 0                | R64 10             | R64 1    | R64 1    | G 280                    | F 180                    | SF 110                   | SF 110                   | SF 110                   | 1.272 | 23 |

### Fase grups

#### Grup Azalea
|    |                    | B. Krejčíková | D. Kassàtkina | M. Linette | V − D | Sets | Jocs  | Pos. |
| 1  | Barbora Krejčíková |               | 5−7, 6−1, 1−6 | 6−2, 6−4   | 1−1   | 2−0  | 24−20 | 2    |
| 6  | Dària Kassàtkina   | 7−5, 1−6, 6−1 |               | 6−3, 6−4   | 2−0   | 4−1  | 26−19 | 1    |
| 11 | Magda Linette      | 2−6, 4−6      | 3−6, 4−6      |            | 0−2   | 0−4  | 13−24 | 3    |

#### Grup Camèlia
|   |                     | M. Keys     | B. Haddad Maia | C. Garcia   | V − D | Sets | Jocs  | Pos. |
| 2 | Madison Keys        |             | 4−6, 4−6       | 3−6, 6−7(3) | 0−2   | 0−4  | 17−25 | 3    |
| 8 | Beatriz Haddad Maia | 6−4, 6−4    |                | 6−1, 7−6(4) | 2−0   | 4−0  | 23−15 | 1    |
| 9 | Caroline Garcia     | 6−3, 7−6(3) | 1−6, 6−7(4)    |             | 1−1   | 2−2  | 20−22 | 2    |

#### Grup Orquídia
|    |                  | J. Ostapenko  | Q. Zheng         | D. Vekić         | V − D | Sets | Jocs  | Pos. |
| 3  | Jeļena Ostapenko |               | 4−6, 6−1, 2−6    | 4−6, 6−4, 6−1    | 1−1   | 3−3  | 28−24 | 2    |
| 7  | Zheng Qinwen     | 6−4, 1−6, 6−2 |                  | 6−4, 6−7(6), 6−4 | 2−0   | 4−2  | 31−27 | 1    |
| 10 | Donna Vekić      | 6−4, 4−6, 1−6 | 4−6, 7−6(6), 4−6 |                  | 0−2   | 2−4  | 26−34 | 3    |

#### Grup Rosa
|       |                      | L. Samsonova  | V. Kudermétova | L. Zhu        | V − D | Sets | Jocs  | Pos. |
| 4     | Liudmila Samsonova   |               | 4−6, 6−3, 5−7  | 2−6, 6−2, 6−1 | 1−1   | 3−3  | 29−25 | 2    |
| 5     | Veronika Kudermétova | 6−4, 3−6, 7−5 |                | 6−7(5), 1−6   | 1−1   | 2−3  | 23−28 | 3    |
| 12/WC | Zhu Lin              | 6−2, 2−6, 1−6 | 7−6(5), 6−1    |               | 1−1   | 3−2  | 22−21 | 1    |

### Fase final
|  | Semifinals | Semifinals          | Semifinals   | Semifinals | Semifinals |         |                     | Final | Final | Final | Final | Final |
|  |            |                     |              |            |            |         |                     |       |       |       |       |       |
|  | 6          | Dària Kassàtkina    | 4            | 1          |            |         |                     |       |       |       |       |       |
|  | 8          | Beatriz Haddad Maia | 6            | 6          |            |         |                     |       |       |       |       |       |
|  | 8          | Beatriz Haddad Maia | 6            | 6          |            | 8       | Beatriz Haddad Maia | 7     | 7     |       |       |       |
|  |            |                     |              |            |            | 8       | Beatriz Haddad Maia | 7     | 7     |       |       |       |
|  |            | 7                   | Zheng Qinwen | 611        | 64         |         |                     |       |       |       |       |       |
|  | 12/WC      | 7                   | Zheng Qinwen | 611        | 64         | Zhu Lin | 5                   | 6     | 1     |       |       |       |
|  | 12/WC      |                     |              |            |            | Zhu Lin | 5                   | 6     | 1     |       |       |       |
|  | 7          | Zheng Qinwen        | 7            | 4          | 6          |         |                     |       |       |       |       |       |

## Dobles

### Classificació
| CS | Tennistes           | Tennistes            | Rànquing |
| -- | ------------------- | -------------------- | -------- |
| 1  | Beatriz Haddad Maia | Veronika Kudermétova | 35       |
| 2  | Miyu Kato           | Aldila Sutjiadi      | 60       |
| 3  | Ulrikke Eikeri      | Liudmila Kitxenok    | 67       |
| 4  | Oksana Kalashnikova | Yana Sizikova        | 104      |
| 5  | Xu Yifan            | Wang Xiyu            | WC       |
| 6  | Jiang Xinyu         | Tang Qianhui         | WC       |

### Fase grups

#### Grup Lliri
| CS   | Tennistes                                  | B. Haddad Maia · V. Kudermétova | O. Kalashnikova · Yana Sizikova | X. Jiang Q. Tang | V − D | Sets | Jocs  | Pos. |
| 1    | Beatriz Haddad Maia · Veronika Kudermétova |                                 | 6−0, 6−3                        | 6−3, 6−3         | 2−0   | 4−0  | 24−9  | 1    |
| 4    | Oksana Kalashnikova · Yana Sizikova        | 0−6, 3−6                        |                                 | 4−6, 6−7(4)      | 0−2   | 0−4  | 13−25 | 3    |
| 6/WC | Jiang Xinyu Tang Qianhui                   | 3−6, 3−6                        | 6−4, 7−6(4)                     |                  | 1−1   | 2−2  | 19−22 | 2    |

#### Grup Buguenvíl·lea
| CS   | Tennistes                        | M. Kato A. Sutjiadi | U. Eikeri L. Kitxenok | X. Wang Xu Yifan  | V − D | Sets | Jocs  | Pos. |
| 2    | Miyu Kato Aldila Sutjiadi        |                     | 6−3, 6−7(5), [10−6]   | 4−6, 7−5, [12−10] | 2−0   | 4−2  | 25−21 | 1    |
| 3    | Ulrikke Eikeri Liudmila Kitxenok | 3−6, 7−6(5), [6−10] |                       | 3−6, 2−6          | 0−2   | 1−4  | 15−25 | 3    |
| 5/WC | Wang Xiyu Xu Yifan               | 6−4, 5−7, [10−12]   | 6−3, 6−2              |                   | 1−1   | 3−2  | 23−17 | 2    |

### Fase final
| Final |                                            |   |   |  |
|       |                                            |   |   |  |
| 1     | Beatriz Haddad Maia · Veronika Kudermétova | 6 | 6 |  |
| 2     | Miyu Kato Aldila Sutjiadi                  | 3 | 3 |  |